# Raoulia eximia
Espèce
Raoulia eximia est une espèce de plantes à fleurs dicotylédones de la famille des Asteraceae, originaire de Nouvelle-Zélande. Le genre Raoulia est endémique de Nouvelle-Zélande.
Ce sont des arbustes compacts formant des coussinets pouvant atteindre 60 cm de haut et 1,5 mètre de diamètre, de couleur gris-blanchâtre, qui poussent à l'étage alpin dans  l'est des Alpes du Sud, dans l'île du Sud. Vu de loin, ces plantes font penser à des moutons couchés sur le sol, d'où leur nom vernaculaire de vegetal sheep (mouton végétal).

## Étymologie
Le nom générique,Raoulia, est un hommage à Étienne Fiacre Louis Raoul (1815–1852), chirurgien naval et naturaliste français.

## Taxinomie

### Synonymes
Selon The Plant List (13 avril 2019) :
- Haastia greenii Hook.f.[4]
- Psychrophyton eximium (Hook.f.) Beauverd[4]
- Psychrophyton eximium Beauverd
- Raoulia eximia var. eximia

### Liste des variétés
Selon World Register of Marine Species (13 avril 2019) :
- Raoulia eximia var. lata Kirk